# Дървено-земно огнево съоръжение
Дървено-земно огнево съоръжение (ДЗОС) е закрито полево фортификационно (отбранително) съоръжение за водене на военни действия и предпазване от вражески огън.
Изгражда се с подръчни средства – най-често дървен материал и пръст, камъни и чакъл. Използва се за защита от вражески огън и осколки при устройване на картечно гнездо. Строи се близо до окопите. Широко използвано съоръжение през Първата и Втората световна война, когато е наричано дървено-земна огнева точка (ДЗОТ).